# Сосновый бурундук
Сосновый бурундук (лат. Neotamias amoenus) — вид грызунов семейства беличьих.
Видовое название лат. amoenus означает «прелестный».
Самки в среднем на 5 % больше самцов. Общая длина 19,5-23 см, хвост 6,6-11 см, задние ступни 26-34 мм, уши 11-21 мм, вес 42-89 грамм, вес новорождённых 1,7-2,7 г.
Окраска меха от рыжего до розово-коричного цвета, на спине 5 тёмных, обычно чёрных, полос, разделённых четырьмя полосами белого или сероватого цвета. Боковые стороны тела и нижняя сторона хвоста серо-жёлтые. Уши черноватые впереди, беловатые позади. Окраска брюха и горла от белого до кремового. Зимний мех немного тусклее чем летний. Зубная формула: резцов 1/1, клыки 0/0, премоляры 2/1, моляры 3/3, всего 22 зуба.
Вид распространён в Канаде (Альберта, Британская Колумбия) и США (Калифорния, Айдахо, Монтана, Невада, Орегон, Юта, Вашингтон, Вайоминг). Обитает в лесах (предпочитает хвойные), а также в зарослях, переходных зонах, лугах на высоте до 3000 метров над уровнем моря.
Ведёт одиночный дневной образ жизни, за исключением сезона размножения, который длится с конца апреля до начала мая. Как и все бурундуки, особи этого вида проводят большую часть своего времени царапая или копая землю, а затем умываясь. Их движения прерывистые. Питаются семенами, клубнями, растениями, грибами, насекомыми. Они могут также потреблять корни, мелких млекопитающих или яйца птиц. Могут искать себе пропитание на земле и на деревьях. Делают запасы корма на зиму. Естественные враги: койот, длиннохвостая ласка, американский барсук, рыжая рысь, ястреб-тетеревятник, воробьиная пустельга, зелёный гремучник.
Самка строит гнездо из листьев, травы, перьев и лишайников. Оно находится в норе на глубине около 1,5 м или высоко на дереве. Через 30 дней беременности она рожает 3-8 детёнышей. Вскармливание длится шесть недель. Молодые бурундуки становятся независимыми в возрасте от 8 до 12 недель. Половая зрелость наступает в возрасте примерно от 12 до 23 месяцев. Продолжительность жизни 5 лет.